# Ottokár Prohászka
Ottokár Prohászka (Nitra, 10 ottobre 1858 – Budapest, 2 aprile 1927) è stato un vescovo cattolico ungherese.

## Biografia
Alunno del Collegio Germanico-Ungarico di Roma, fu ordinato prete nel 1881.
Fu docente di teologia nel seminario di Esztergom dal 1884 e professore di teologia dogmatica all'Università Cattolica di Budapest dal 1904.
Nel 1905 fu eletto vescovo di Székesfehérvár.
Autore prolifico di opere a carattere filosofico, teologico, storico e pastorale (pubblicate in 25 volumi a cura di Antal Schütz), fu membro dell'Accademia delle scienze dal 1909 e dal 1920 al 1922 fu socio dell'Assemblea nazionale degli oratori, poeti e scrittori ungheresi.

## Genealogia episcopale
La genealogia episcopale è:
- Cardinale Scipione Rebiba
- Cardinale Giulio Antonio Santori
- Cardinale Girolamo Bernerio, O.P.
- Arcivescovo Galeazzo Sanvitale
- Cardinale Ludovico Ludovisi
- Cardinale Luigi Caetani
- Cardinale Ulderico Carpegna
- Cardinale Paluzzo Paluzzi Altieri degli Albertoni
- Papa Benedetto XIII
- Papa Benedetto XIV
- Papa Clemente XIII
- Cardinale Marcantonio Colonna
- Cardinale Giacinto Sigismondo Gerdil, B.
- Cardinale Giulio Maria della Somaglia
- Cardinale Carlo Odescalchi, S.I.
- Cardinale Costantino Patrizi Naro
- Cardinale Lucido Maria Parocchi
- Papa Pio X
- Vescovo Ottokár Prohászka